# Moycullen
Moycullen (irisch Maigh Cuilinn, deutsch: Stechpalmen-Ebene) ist eine Ortschaft im Südwesten des Connacht im County Galway in der Republik Irland.
Beim Census 2022 lebten in Moycullen 2279 Menschen. Um 25 % sprechen dabei die irische Sprache als Muttersprache. Der Sprachbereich westlich von Galway wird als Cois Fharraige bezeichnet.

## Lage
Moycullen liegt etwa zwölf Kilometer nordwestlich vom Stadtzentrums Galway nahe dem Lough Corrib. Durch die Siedlung führt die R336 von Galway nach Leenaun am Killary Harbour. Östlich der Siedlung liegt das Moorgebiet Moycullen Bogs.

## Wirtschaft
Bekannt ist Moycullen für den Connemara-Marmor (Connemara Marble). Daneben sind die Produkte von Celtic Crystal Ltd. überregional bekannt.

## Sehenswürdigkeiten

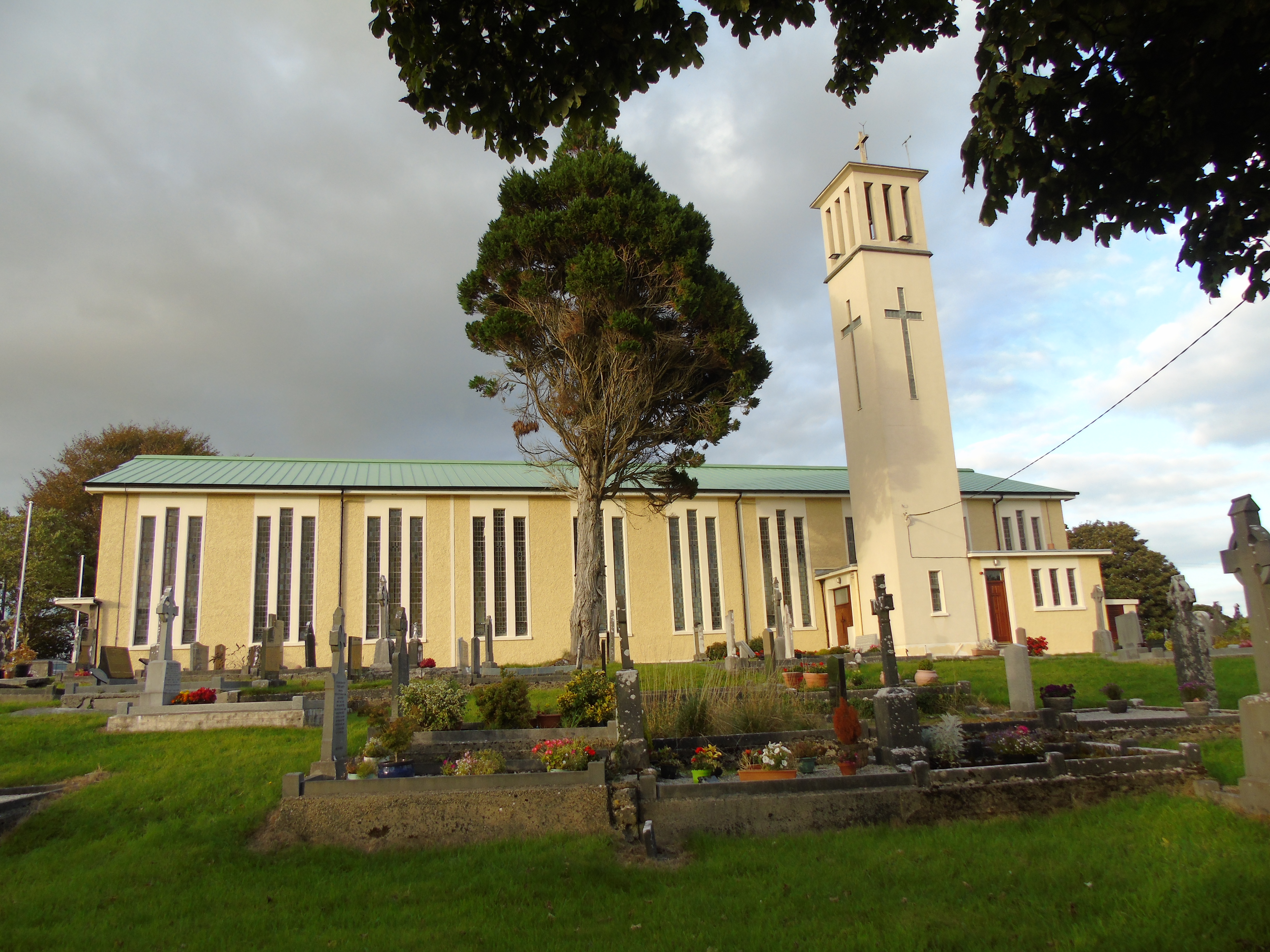
Kirche der Unbefleckten Empfängnis
- Reste von Moycullen Castle
- Kirchruine nahe Moycullen Castle

- Kirche der Unbefleckten Empfängnis

## Söhne und Töchter der Stadt
- Seán Kyne (* 1975), Politiker
- Emma Eliza Regan (* 1992), Schauspielerin
- Aimee Banks (* 2002), Sängerin (Sopran)